# 渋沢一葉
渋沢 一葉（しぶさわ いよ、1989年3月10日 ‐ ）
- 職業：タレント、グラビアアイドル、プロデューサー、実業家
- 出身地：北海道興部町、渋沢一葉は 4人兄弟の第三子（上に兄と姉、下に妹がいる）、千歳市育ち
- 血液型：O型
- 身長・スリーサイズ：163cm／90–59–90cm（Gカップ）

## 経歴

### デビューからテレビタレントへ（2004–2012年）
- 2004年、グラビアアイドルとしてデビュー。
- 2006年7月、生徒会長時代をテーマにしたイメージDVD『えっちmode～生徒会長の決断』をリリース。
- 2009年、日本テレビ『アイドル☆リーグ!』にレギュラー出演し、破天荒なキャラクターで注目される。
- 2010年、『復活! ミニスカポリス』15代目としてミニスカポリスに就任。
- 2011年、『ミス東スポオーディション2012』のファイナリストとなる。
- 2012年、アイドルユニットD☆Dの準レギュラーとして活動し、同年にはUstreamで24時間365日連続配信を行う「24時間営業アイドル」プロジェクトをプロデュース。

### アイドルユニットとソロ活動（2014–2015年）
- 2014年、第4回バクNEWクイーンコンテストで優勝し、その優勝者のみで結成されたアイドルユニット桜丘ショコラの初代リーダーに就任。 ユニットではファーストシングル『チョコレイト ドキドキ ハレルヤ』およびセカンドシングル『愛と嘘』をリリース。 クラウドファンディングを活用したMV制作など、革新的な展開を実施。 2014年末に卒業し、2015年初頭に正式脱退。

### 「渋沢内閣」と実業活動（2017–現在）
- 2017年より「渋沢内閣」（妹のサトマネさんと共に取材・演出・プロデュースを行うエンタメ集団）を主宰。
- 2018年11月以降、YouTubeチャンネル『渋沢内閣・100CHANNEL』を立ち上げ、メンバー集めや定期公開収録（毎週土曜19時＠銀座Studio14）を実施。 チャンネル登録者数は2025年6月時点で5,000人ほど。チャンネル開設以来、リアルイベントを含めた視聴者数は最大5万人を記録。 現在は「チャンネル登録者1万人」の達成を目指し、さらなる「銀の盾」（10万人登録者）獲得を視野に本格的に活動中。
- 2022年2月、中野区にエンタメシェアスタジオ『STUDIO14』を開設。
- 同年9月、自ら社長を務める株式会社ENTAME GIG（旧ENTAME GIG PLUS）を設立し、エンタメコンテンツ制作・イベントプロデュースを展開。
- 麻布にライブレストラン『麻布バルーン』をオーナーとして運営。また、サトマネさんと共同で無添加ペットおやつブランド“DogChu”を開発・販売。

### YouTubeおよびライブ配信
- YouTubeチャンネル『渋沢内閣公式チャンネル』では、定期公開収録のほか、不定期で自身による「ただのライブ配信」を実施。直近では59 K再生、50 K再生など高い再生数を記録。
- チャンネル運営および配信でファンとのコミュニケーションを強化し、テレビ的な“企画力”とリアルな“感情のまま伝えるライブ配信”を両立。
- 近時のX投稿では、チャンネル登録1万人突破へ向けて「オムツ企画」などユニークな施策を行っていることが確認できる。

### 政治活動
- 2023年4月23日開催の中野区議会議員選挙に無所属で立候補。得票423票で落選（定数42名／60位）という結果に終わる。

## 人物
- タレント・プロデューサーとして活動する渋沢一葉は、有吉弘行からその特徴的なしゃくれ顎を称して「おしゃくれ様」と命名されており、自身もその「しゃくれアゴ」をチャームポイントとして自認している 。
- 日本テレビ『アイドル☆リーグ!』（2009–2014）では、ユニット「ゲス4」の一員として破天荒キャラを担当し、番組内で共演した田井中茉莉亜とは親交が深く、後のトークイベント『ノープラン。』にも共演している。
- 幼少期からプロレスを愛し、芸能界を志した動機も「プロレスに関わりたい」という思いからだったとのこと。15歳で「吉本女子プロレスJd’」の前説を担当し、リングを初体験している。
- 北斗晶のモノマネが得意であり、尊敬するレスラーには天龍源一郎を挙げている。
- ステージやイベントではギャグキャラに徹し、アイドル風の甘いセリフを発するも、観客が一斉に「おえ～」とリアクションする集団ネタが定番となっている。
- 高校時代は生徒会長を務めており、その経験を反映したイメージDVD『えっちmode～生徒会長の決断』のサブタイトルにもなっている。
- ファンへの対応においては実にフレンドリーで、年齢やファン層を問わず分け隔てなく交流している姿勢が特徴的である。
- 2017年以降、妹のサトマネとともにエンタメ集団「渋沢内閣」を主宰。2018年11月からYouTubeチャンネル『渋沢内閣・100CHANNEL』（後にStudio14チャンネルに名称変更）を運営し、公開収録やリアルイベントを定期開催している。
- 2022年2月に中野区にエンタメシェアスタジオ『STUDIO14』を開設し、また同年9月には株式会社ENTAME GIG（旧ENTAME GIG PLUS）を設立。エンタメコンテンツ／イベントプロデュース事業を展開するほか、“DogChu”（無添加ペットおやつ）ブランドを立ち上げ、自ら代表としてビジネスにも取り組んでいる。
- 2023年には中野区議会議員選挙に無所属で立候補（4月23日投票）するも423票を獲得し落選した（定数42、順位は60位） 。
- 地域密着型の実業活動と発信を続けており、2025年6月時点でYouTubeチャンネルの登録者は約5,000人。今後「銀の盾（10万人登録）」獲得を目標に据えている。

## 出演

### バラエティ
- アイドル☆リーグ!（2009年–2014年、日本テレビ／CS） レギュラー出演。番組内では「ゲス4」の一員として破天荒キャラを演じ、視聴者に強烈な印象を残した。
- 復活! ミニスカポリス！（2010年、CS） ミニスカポリス第15代メンバーとして出演。制服姿での登場が話題に。
- ビキスポ!（2010年、MONDO TV） セクシー要素を取り入れた情報バラエティ番組にレギュラー出演。
- 24時間営業アイドル【24】（2012年、Ustream／NOTTV） 企画リーダーとして出演。24時間アイドルとしての活動記録を公開。
- 渋沢一葉の「ノープラン。」（2012年–、北参道放送局） MCとして活躍。ゲストと台本なしでトークを繰り広げる人気番組。
- EARTH ONE 世界トモダチ計画!!（2014年、北参道放送局） MC。世界中の人々と友達になれるかをテーマにしたバラエティ。
- 有吉反省会（2019年8月17日、日本テレビ） 有吉弘行の司会による人気バラエティにゲスト出演。
- ケンコバのバコバコナイト（2021年9月4日–25日、サンテレビ） コーナーMCとして毎週出演。深夜バラエティ枠で人気を博す。

### オリジナルビデオ（Vシネマ）
- 聖乙闘士 ヴァルキュリアス・ステラ（2009年12月25日、ZENピクチャーズ）
- レディーサイプレス 前編／後編（2010年5月14日／6月11日、ZENピクチャーズ）

### ラジオ
- MUSIC WIRE（FM-FUJI、2014年10月–2016年3月） 音楽情報を扱う番組にてパーソナリティとして活動。
- 渋沢一葉の FEELIN' UP!（bayfm、2014年4月3日–） メインパーソナリティを務め、アーティストや業界関係者と対談。
- 内田理央のだーりお、ラジオはじめるってよ。（レインボータウンFM、2014年9月16日） ゲスト出演。

### 映画
- TURNING POINT（2022年4月9日–10日公開、エンタメイティブ株式会社） 「池山梨奈」役。芸能界の裏側を描いたリアルなドラマ作品。

## リリース作品

### 音楽（CD / 配信）
- NEVER 作詞：渋沢一葉／作曲：宇津本直紀。
- サイゴノヒトハ 限定シングル

### イメージDVD
- 『えっち mode～生徒会長の決断』（2006年7月22日、トリコ）
- 『現役女子高生限界』（2006年11月22日、エアーコントロール）
- 『えっち mode2～一葉はまだ17だから』（2007年3月20日、トリコ）
- 『VOLTAGE X』（2007年6月22日、マーレ）
- 『処女宣言』（2007年11月8日、C&H）
- 『好きにしてイーヨ』（2009年8月31日、BNS）
- 『天然華汁さやか』（2009年8月5日、ビデオメーカー）
- 『ぬくもりに溺れて』（2017年5月21日、男気屋）

## 書籍

### 電子写真集
- 『Evolved Gravure「ぬくもり」』 電子版限定カット付き（2023年10月27日発売、ラビリンス）

## 雑誌掲載
- 『ヤングマガジン』2012年9月3日発売号
- 『週刊サッカーダイジェスト』2012年10月2日号
- 「LOVE FOOTBALL 私的サッカー愛を語る vol.204」

## バーチャルグラビア
- VRグラビア「バーチャルダイブ」シリーズ タイトル：『先生の翻弄美脚 渋沢一葉』 配信開始日：2025年6月6日（DMM TVほか） 保健室シチュエーションでインタラクティブな演出が話題に。リアルとバーチャルの融合型エンタメとして注目。